# Ata Demirer
Ata Demirer (Bursa, 6 juli 1972) is een Turkse stand-upcomediant en acteur. Hij speelde onder meer in Avrupa Yakasi (2004 tot 2009), een Turkse televisieserie. Daarnaast is hij een van de bekendste stand-upcomedianten in Turkije. In april 2007 had hij een theatertournee met zijn 'Ata Demirer Show'. In Nederland, Duitsland en Frankrijk werd hij goed ontvangen.
Demirer staat vooral bekend om zijn imitaties van (Turkse) beroemdheden, bijvoorbeeld van Bülent Ersoy, Kadir Inanir en Emrah.
Ata Demirer speelt naast televisieseries ook in verscheidene films. Hij speelde de afgelopen jaren in Neredesin Firuze (2003), Vizontele Tuuba (2004), Kisik ateste 15 dakika (2006) en Osmanli Cumhuriyeti (2008). In laatstgenoemde film speelt Demirer de hoofdrol van een denkbeeldige sultan Osman VII die regeert over een moderne incarnatie van het Ottomaanse rijk

## Bron
1. ↑  tr:Osmanlı Cumhuriyeti

- Gemeinsame Normdatei: 142886866
- International Standard Name Identifier: 0000 0003 7297 3568
- Library of Congress Control Number: n2012061287
- MusicBrainz: 3e22b735-0196-48e3-8cfc-f0229c1f5a3d
- Virtual International Authority File: 160273234